# 高知親局送信所
高知親局送信所（こうちおやきょくそうしんしょ）は高知県高知市に位置するテレビジョン放送とFMラジオ放送の親局である。送信場所は高知市内3ヶ所、五台山、烏帽子山、柏尾山に存在する。なおKUTVとKSSはVHF局である五台山でもUHFによる補完波を小電力で送信しており、本項ではこの五台山中継局も併せて記述する。また、併せて2013年3月に開局のジャパン・モバイルキャスティングの中継局についても併せて記述する。

## 放送区域
地上デジタル放送におけるこの送信所の電波法に定める放送区域（1mV/m）は高知県高知市、室戸市、安芸市、南国市、土佐市、須崎市、土佐清水市、香南市、香美市、奈半利町、安田町、芸西村、いの町、中土佐町、日高村、黒潮町の各一部、約21万世帯である。高知県全世帯の約65%をカバーしている。

## 歴史
- 1958年（昭和33年）11月 - NHK高知放送局総合テレビジョン開局[1]。
- 1959年（昭和34年）4月1日 - RKC高知放送標準テレビジョン放送局開局[2]。
  - 当初はマイナスキャリアオフセットなし。同年8月より混信防止対策として設定。
- 1961年（昭和36年）8月 - NHK高知放送局教育テレビジョン開局[1]。
- 1969年（昭和44年）3月 - NHK高知放送局FMラジオ放送開局[1]。
- 1970年（昭和45年）4月1日 - KUTVテレビ高知開局[3]。
- 1992年（平成4年）4月1日 - エフエム高知開局。
- 1997年（平成9年）
  - 3月3日 - KSS高知さんさんテレビ試験放送開始[要出典]。
  - 3月20日 - KSS高知さんさんテレビ開局前サービス放送開始[要出典]。
  - 4月1日 - KSS高知さんさんテレビ開局[4]。
- 2000年（平成12年）4月2日 - 高知シティエフエムラジオ放送開局。
- 2006年（平成18年）
  - 8月4日 - テレビ全局地上デジタルテレビジョン放送試験放送開始。
  - 10月 - テレビ全局地上デジタル放送本放送開始[1]。
- 2010年（平成22年）
  - 10月6日 - 五台山中継局にテレビ全局地上デジタル放送試験放送開始[5]。
  - 10月25日 - 五台山中継局にてテレビ全局地上デジタル放送放送本放送開始[5]。
- 2011年（平成23年）7月24日 - アナログテレビ放送停波。
- 2012年（平成24年）11月20日 - ジャパン・モバイルキャスティングの中継局に予備免許交付。
- 2013年（平成25年）
  - 1月22日 - ジャパン・モバイルキャスティングの中継局が試験放送開始[6]。
  - 3月15日 - ジャパン・モバイルキャスティングの中継局が本放送開始[7]。
- 2016年（平成28年）6月30日 - ジャパン・モバイルキャスティング・サービス終了[8]。
- 2020年（令和2年）
  - 2月4日 - 高知放送のFM補完中継局の免許が総務省四国総合通信局から付与される[9]。
  - 2月10日 - 高知放送のFM補完中継局が運用開始[10]。

## 施設

### 五台山
県立五台山公園南側の山頂付近にあり、NHKのアナログテレビとFM、RKCのアナログ放送、高知シティFMが送信している。全社が隣接して位置し、このうちRKCが限りなく山頂に近い。

#### NHKアナログ・NHK-FM

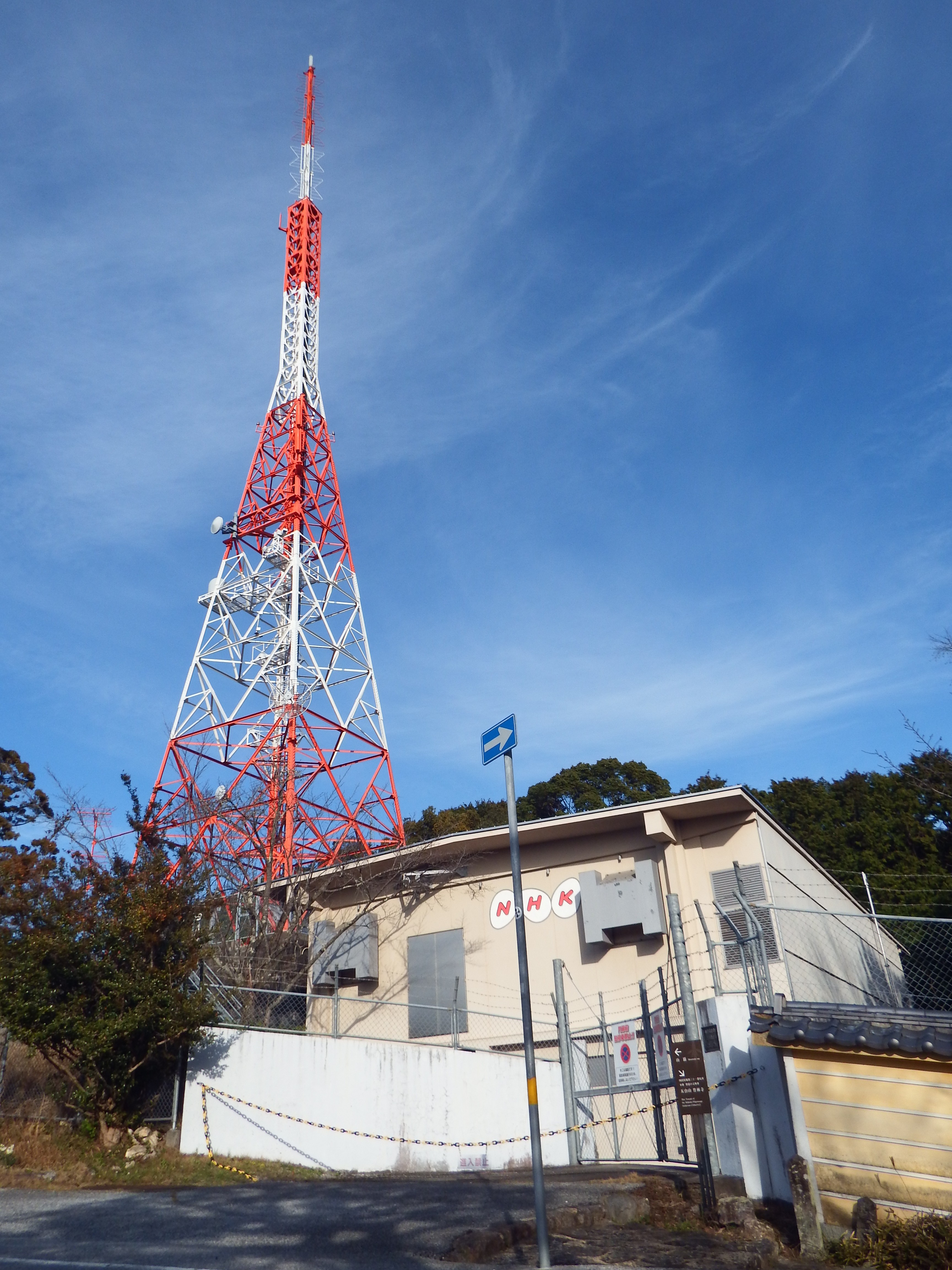
五台山

アンテナの配置は上段が総合テレビ（スーパーターンスタイルアンテナ12段）とFM放送（LG8段4面）の組み合わせ、下段が教育テレビ（スーパーゲインアンテナ14段4面）である。

#### RKCアナログ
送信しているのはRKC高知放送のアナログ放送のみで、空中線形式はスーパーターンスタイルアンテナ12段。

#### 高知シティFM
RKCの鉄塔と隣接しており、空中線形式は指向性付きの5素子八木アンテナ1段3方向。

#### KUTV・KSSアナログ五台山中継局
NHKの鉄塔と隣接しており、指向性は親局が存在する西側に向いている。空中線形式は90度コーナーレフレクターアンテナ2段1面。

### 烏帽子山
高知市街地南部の浦戸湾西方に位置し、西側には柏尾山がある。送信所は標高359mの山頂に位置する。

#### KUTVアナデジ・RKCデジタル・FM高知・RKCFM補完中継局
3社で鉄塔・送信局舎を共用しているが、アンテナは各社単独で使用している。アンテナの配置は上段がKUTVのアナデジ共用（6L双ループアンテナ3段4面）、中段がRKCデジタル（6L双ループアンテナ3段4面）、下段がFM高知（2L双ループアンテナ1段4面）である。

### 柏尾山
烏帽子山の西側にあり、送信所は標高323mの山頂に位置する。

#### NHKデジタル・NHKFM補完中継局
デジタル移行の際、新たに鉄塔・局舎を建設しNHKデジタルテレビ・NHKFM補完中継局で使用している。

#### KSSアナデジ
KUTVと同様にデジタル放送ではアナログ放送と同じ施設から送信している。

## 地上デジタルテレビジョン放送送信設備
| ID                                                           | 放送局名               | コールサイン     | 物理チャンネル | 空中線電力 | 実効輻射電力 | 放送対象地域 | 放送区域内世帯数 | 設置場所   |
| 高知送信所                                                   | 高知送信所             | 高知送信所       | 高知送信所     | 高知送信所 | 高知送信所   | 高知送信所   | 高知送信所       | 高知送信所 |
| ------------------------------------------------------------ | ---------------------- | ---------------- | -------------- | ---------- | ------------ | ------------ | ---------------- | ---------- |
| 1                                                            | NHK 高知総合           | JORK-DTV         | 15ch           | 1kW        | 7.9kW        | 高知県       | 約21万世帯       | 柏尾山     |
| 2                                                            | NHK 高知教育           | JORB-DTV         | 13ch           | 1kW        | 7.9kW        | 全国         | 約21万世帯       | 柏尾山     |
| 4                                                            | RKC 高知放送           | JOZR-DTV         | 17ch           | 1kW        | 9.2kW        | 高知県       | 約21万世帯       | 烏帽子山   |
| 6                                                            | KUTV テレビ高知        | JORI-DTV         | 19ch           | 1kW        | 9.2kW        | 高知県       | 約21万世帯       | 烏帽子山   |
| 8                                                            | KSS 高知さんさんテレビ | JOQX-DTV         | 21ch           | 1kW        | 10kW         | 高知県       | 約21万世帯       | 柏尾山     |
| 五台山中継局                                                 |                        |                  |                |            |              |              |                  |            |
| 1                                                            | NHK 高知総合           | 中継局のため無し | 28ch           | 300mW      | 5W           | 高知県       | 約2万4000世帯    | 五台山     |
| 2                                                            | NHK 高知教育           | 中継局のため無し | 29ch           | 300mW      | 4.3W         | 全国         | 約2万4000世帯    | 五台山     |
| 4                                                            | RKC 高知放送           | 中継局のため無し | 25ch           | 50mW       | 1.1W         | 高知県       | 約2万4000世帯    | 五台山     |
| 6                                                            | KUTV テレビ高知        | 中継局のため無し | 27ch           | 50mW       | 1.1W         | 高知県       | 約2万4000世帯    | 五台山     |
| 8                                                            | KSS 高知さんさんテレビ | 中継局のため無し | 26ch           | 50mW       | 1.1W         | 高知県       | 約2万4000世帯    | 五台山     |
| ※全局局名は高知本局 ※KSSは無指向性。その他は全局に指向性あり |                        |                  |                |            |              |              |                  |            |

## 地上アナログテレビジョン放送送信設備
| ch | 放送局名                       | コールサイン | 空中線電力         | 実効輻射電力         | 放送対象地域 | 放送区域内世帯数 | 設置場所 |
| --- | ------------------------------ | ------------ | ------------------ | -------------------- | ------------ | ---------------- | -------- |
| 4- | NHK 高知総合                   | JORK-TV      | 映像1kW/音声250W   | 映像9.3kW/音声2.3kW  | 高知県       | -                | 五台山   |
| 6 | NHK 高知教育                   | JORB-TV      | 映像1kW/音声250W   | 映像10.5kW/音声2.7kW | 全国         | -                | 五台山   |
| 8- | RKC 高知放送高知本局           | JOZR-TV      | 映像1kW/音声250W   | 映像10.5kW/音声2.6kW | 高知県       | -                | 五台山   |
| 32+ | KSS 高知さんさんテレビ五台山局 | なし         | 映像3W/音声750mW   | 映像35W/音声8.8W     | 高知県       | -                | 五台山   |
| 38- | KUTV テレビ高知高知本局        | JORI-TV      | 映像10kW/音声2.5kW | 映像98kW/音声24kW    | 高知県       | 約30万世帯       | 烏帽子山 |
| 40 | KSS 高知さんさんテレビ高知本局 | JOQX-TV      | 映像10kW/音声2.5kW | 映像95kW/音声24kW    | 高知県       | 17万7987世帯     | 柏尾山   |
| 60 | KUTV テレビ高知五台山局        | なし         | 映像3W/音声750mW   | 映像32W/音声8W       | 高知県       | -                | 五台山   |
| ※4ch、8ch、38chはオフセット-10kHz局※32chはオフセット+10kHz局 ※32ch、60chは指向性あり。その他は全局無指向性 |                                |              |                    |                      |              |                  |          |

## 県域FM放送送信所
| 周波数（MHz）                   | 放送局名                | コールサイ ン等 | 空中線電力 | 実効輻射電力 | 放送対象地域 | 放送区域内世帯数 | 設置場所 |
| ------------------------------- | ----------------------- | --------------- | ---------- | ------------ | ------------ | ---------------- | -------- |
| 81.6                            | 「Hi-Six」 エフエム高知 | JOLV-FM         | 500W       | 600W         | 高知県       | -                | 烏帽子山 |
| 87.5                            | NHK 高知FM              | JORK-FM         | 500W       | 2.3kW        | 高知県       | -                | 五台山   |
| 90.8                            | RKC 高知放送            | RKC高知FM       | 500W       | 570W         | 高知県       | -                | 烏帽子山 |
| 92.8                            | NHK 高知第1             | NHK柏尾山補完R1 | 100W       | 160W         | 高知県       |                  | 柏尾山   |
| ※NHK-FMとエフエム高知は高知本局 |                         |                 |            |              |              |                  |          |

## コミュニティFM送信所
| 周波数（MHz） | 放送局名                                  | コールサイン | 空中線電力 | 実効輻射電力 | 放送区域内世帯数 | 設置場所 |
| ------------- | ----------------------------------------- | ------------ | ---------- | ------------ | ---------------- | -------- |
| 76.2          | 高知シティFM 高知シティエフエムラジオ放送 | JOZZ9AG-FM   | 20W        | 49W          | -                | 五台山   |

## マルチメディア放送送信設備
| 周波数 （MHz）                           | 放送局名         | 空中線電力 | ERP  | 放送区域           | 放送区域内世帯数 | 開局日        | 閉局日        | 設置場所 |
| ---------------------------------------- | ---------------- | ---------- | ---- | ------------------ | ---------------- | ------------- | ------------- | -------- |
| 214.714286 （VHF11chに相当する周波数帯） | モバキャス NOTTV | 7.5kW      | 26kW | 高知県中部の広範囲 | 22万0727世帯     | 2013年3月15日 | 2016年6月30日 | 柏尾山   |

NOTTVは2016年6月30日にサービス終了（2015年11月、サービス終了予定を発表）。